# Episodi di Supergirl (seconda stagione)
La seconda stagione della serie televisiva Supergirl è stata trasmessa negli Stati Uniti in prima visione dall'emittente televisiva The CW dal 10 ottobre 2016 al 22 maggio 2017.
In Italia la serie è stata trasmessa dal 3 gennaio 2017 al 24 giugno 2017 su Italia 1.
L'episodio 8 di questa stagione, nel finale, è stato la prima parte del mega-crossover diviso in quattro parti con The Flash, Arrow e Legends of Tomorrow. Tuttavia l'episodio non prenderà il titolo di "Invasion!" come gli episodi delle altre tre serie.
L'episodio 16 di questa stagione è stato la prima parte del crossover musicale con The Flash.
A partire da questa stagione entrano nel cast principale Chris Wood e Floriana Lima, quest'ultima poi lo lascia al termine della stagione. Calista Flockhart riappare come guest star.
| n. | Titolo originale             | Titolo italiano                  | Prima TV USA     | Prima TV Italia  |
| -- | ---------------------------- | -------------------------------- | ---------------- | ---------------- |
| 1  | The Adventures of Supergirl  | Le avventure di Supergirl        | 10 ottobre 2016  | 3 gennaio 2017   |
| 2  | The Last Children of Krypton | Gli ultimi figli di Krypton      | 17 ottobre 2016  | 10 gennaio 2017  |
| 3  | Welcome on Earth             | Benvenuti sulla Terra            | 24 ottobre 2016  | 17 gennaio 2017  |
| 4  | Survivors                    | Sopravvissuti                    | 31 ottobre 2016  | 24 gennaio 2017  |
| 5  | Crossfire                    | Fuoco incrociato                 | 7 novembre 2016  | 31 gennaio 2017  |
| 6  | Changing                     | Cambiamenti                      | 14 novembre 2016 | 7 febbraio 2017  |
| 7  | The Darkest Place            | Cyborg Superman                  | 21 novembre 2016 | 14 febbraio 2017 |
| 8  | Medusa                       | Medusa                           | 28 novembre 2016 | 21 febbraio 2017 |
| 9  | Supergirl Lives              | Supergirl vive                   | 23 gennaio 2017  | 28 febbraio 2017 |
| 10 | We Can Be Heroes             | Possiamo essere eroi             | 30 gennaio 2017  | 7 marzo 2017     |
| 11 | The Martian Chronicles       | Cronache marziane                | 6 febbraio 2017  | 25 marzo 2017    |
| 12 | Luthors                      | I Luthor                         | 13 febbraio 2017 | 1º aprile 2017   |
| 13 | Mr. & Mrs. Mxyzptlk          | Il signore e la signora Mxyzptlk | 20 febbraio 2017 | 8 aprile 2017    |
| 14 | Homecoming                   | Ritorno a casa                   | 27 febbraio 2017 | 22 aprile 2017   |
| 15 | Exodus                       | Il progetto Exodus               | 6 marzo 2017     | 29 aprile 2017   |
| 16 | Star-Crossed                 | Music Meister                    | 20 marzo 2017    | 6 maggio 2017    |
| 17 | Distant Sun                  | Sole distante                    | 27 marzo 2017    | 13 maggio 2017   |
| 18 | Ace Reporter                 | Biomax                           | 24 aprile 2017   | 20 maggio 2017   |
| 19 | Alex                         | Alex                             | 1 maggio 2017    | 27 maggio 2017   |
| 20 | City of Lost Children        | La città dei figli sperduti      | 8 maggio 2017    | 10 giugno 2017   |
| 21 | Resist                       | Resistere!                       | 15 maggio 2017   | 17 giugno 2017   |
| 22 | Nevertheless, She Persisted  | Tuttavia, lei ha persistito...   | 22 maggio 2017   | 24 giugno 2017   |

## Le avventure di Supergirl
- Titolo originale: The Adventures of Supergirl
- Diretto da: Glen Winter
- Scritto da: Andrew Kreisberg e Greg Berlanti (soggetto); Jessica Queller e Andrew Kreisberg (sceneggiatura)

### Trama
Una navicella kryptoniana è atterrata sulla Terra: Supergirl e J'onn portano il passeggero, un misterioso ragazzo in stato d'incoscienza, alla sede principale del DEO. Più tardi, Supergirl e Superman intervengono per salvare i passeggeri della nave spaziale Venture, che stava precipitando durante il varo a causa di un'avaria. Supergirl propone al cugino di collaborare con il DEO, ma l'eroe è tutt'altro che in buoni rapporti con J'onn J'onzz a causa delle politiche del dipartimento sulla kryptonite: fu infatti J'onn a trovarla e la conservò nonostante Superman gli avesse chiesto di distruggerla. Supergirl e Superman indagano sull'incidente della Venture, che sospettano trattarsi in realtà di un sabotaggio, e scoprono che una dei passeggeri avrebbe dovuto essere Lena Luthor, attuale amministratrice della LexCorp e sorella adottiva di Lex Luthor. Lena ha preso le redini dell'azienda in seguito all'arresto del fratello da parte di Superman e sostiene di non avere nulla a che fare con l'accaduto: la sua unica intenzione, afferma, è riabilitare il nome della famiglia e dell'azienda, che ha una pessima reputazione a causa dei crimini di Lex. Supergirl e Superman salvano Lena da alcuni droni mandati ad ucciderla mentre Winn, che nel frattempo è stato ufficialmente assunto al DEO, analizza l'incidente della Venture e chiarisce definitivamente che la LexCorp, che peraltro aveva finanziato la costruzione dell'astronave, non è coinvolta: l'esplosione è stata infatti causata da un ordigno piazzato sotto il sedile riservato a Lena Luthor, il che significa che il vero bersaglio era la stessa Lena. L'attentatore cerca di far saltare in aria la sede della LexCorp durante una cerimonia in cui Lena cambia ufficialmente il nome dell'azienda in L-Corp; Supergirl e Superman salvano l'edificio mentre Alex si occupa del terrorista, che si scopre essere John Corben, un sicario assoldato da Lex per uccidere la sorella. Corben prende in ostaggio Alex, ma Lena riesce a metterlo fuori gioco; la notizia che proprio Lena ha messo al tappeto l'aggressore verrà resa pubblica sia dalla CatCo che dal Daily Planet nella speranza di scongiurare ulteriori attacchi da parte di Lex. Cat, intanto, offre a Kara di scegliere il proprio nuovo impiego e Kara decide di diventare una giornalista come il cugino. Capendo di avere davanti troppe nuove responsabilità sia come Kara Danvers che come Supergirl, si rende conto di non poter portare avanti la relazione con James e i due decidono di rimanere soltanto amici. Corben viene trasportato in segreto ai laboratori Cadmus, dove viene trasformato in un cyborg e ribattezzato Metallo.
- Special guest star: Calista Flockhart (Cat Grant), Tyler Hoechlin (Clark Kent/Kal-El/Superman)
- Guest star: Katie McGrath (Lena Luthor), Brenda Strong (capo di Cadmus), Andrea Brooks (Eve Teschmacher), Frederick Schmidt (John Corben/Metallo).

- Nota. L'episodio contiene un easter egg. Quando Lena Luthor sale su un elicottero, prima di essere attaccata da droni, dice "Odio volare, anche se statisticamente è il modo più sicuro di viaggiare". Questa battuta, "Statistically speaking, it's the safest way to travel" in inglese, è presente sia nel film Superman (1978) sia in Superman Returns. In entrambi i casi Superman dice questa battura quando salva Lois Lane, nel primo caso proprio da un incidente in elicottero, e nel secondo da un disastro aereo.

- Ascolti USA: telespettatori 3 060 000[2]

## Gli ultimi figli di Krypton
- Titolo originale: The Last Children of Krypton
- Diretto da: Glen Winter
- Scritto da: Robert Rovner e Caitlin Parrish

### Trama
Kara continua a proteggere National City assieme a Clark, che ha deciso di rimanere ancora per qualche giorno, con grande gioia della cugina. Alex e J'onn non sono altrettanto entusiasti: J'onn è convinto che Kara non prenda più con la dovuta serietà i propri doveri, mentre Alex, per la prima volta, si sente esclusa dalla vita della sorella. Alla fine, arriva per Clark il momento di tornare a Metropolis: Kara ci rimane male e comincia a considerare l'idea di trasferirsi per poter continuare a lavorare con il cugino. Metallo attacca i due eroi: gli impianti del cyborg sono alimentati da un generatore in grado di emettere raggi di kryptonite, e Supergirl e Superman riescono a stento a sfuggirgli. Si scopre che Cadmus ha rubato un carico di kryptonite del DEO e Superman suggerisce che all'interno del dipartimento ci possa essere una talpa; come se non bastasse, Cadmus si rivela pubblicamente, rivendicando la creazione di Metallo e dichiarando la propria intenzione di cancellare la presenza aliena dalla Terra; di fronte alla minaccia, Superman e J'onn decidono finalmente di mettere da parte le proprie divergenze e di collaborare. Kara, intanto, inizia il suo lavoro come reporter alla CatCo e fa la conoscenza del suo nuovo capo, il terribile e indisponente Snapper Carr: quest'ultimo prende immediatamente in antipatia la ragazza, che considera nient'altro che una raccomandata, e rifiuta di riconoscerne l'assunzione. Kara chiede aiuto a Cat, che per tutta risposta la esorta a reggersi sulle proprie gambe e la informa di avere intenzione di prendersi un'aspettativa dalla CatCo, lasciando la direzione a James. La partenza di Cat, che ormai è diventata quasi una madre per lei, è un altro duro colpo per Kara, e la ragazza decide definitivamente di trasferirsi a Metropolis. Kara ne parla con Alex, che a questo punto non riesce più a trattenersi e le riversa addosso tutta la propria frustrazione, rinfacciandole tutti i sacrifici fatti per lei e ricordandole che, anche se a Kara sembra che il legame di sangue con Clark sia l'unica cosa che le è rimasta, fu proprio suo cugino ad abbandonarla con i Danvers; Kara, svergognata, capisce di essersi comportata da egoista, ma anche Alex, grazie ad una chiacchierata con Winn, si renderà conto di aver esagerato. Grazie ad alcune tracce del rivestimento di Metallo raccolte da Superman, il DEO risale alla sede di Cadmus, ma si scopre che era una trappola: infatti, mentre Superman e Supergirl si recano sul posto, trovandovi soltanto Metallo, Cadmus invia un secondo Metallo a Metropolis e il cyborg devasta la città. Alex riesce a scoprire l'identità del traditore che ha venduto la kryptonite, ma l'uomo viene ucciso dagli agenti Cadmus e Alex rischia la cattura; per fortuna, Kara, informata da Winn, interviene in tempo per salvarla e le sorelle hanno finalmente modo di chiarirsi. Supergirl e Superman, equipaggiati con armature create da Winn in grado di schermarli dalla kryptonite, affrontano i Metallo, che si sono divisi a National City e Metropolis per costringere gli eroi a separarsi; i Metallo riescono a disattivare le armature, ma grazie all'aiuto di Alex e J'onn gli eroi distruggono i cyborg. La giornata è finita: Kara tiene finalmente testa a Snapper, guadagnandosi il posto, mentre J'onn consegna la kryptonite del DEO a Superman e l'eroe torna a Metropolis. Partito il cugino, Kara si reca a trovare il kryptoniano sconosciuto, ancora ricoverato al DEO; improvvisamente, l'alieno riprende conoscenza e l'attacca.
- Special guest star: Calista Flockhart (Cat Grant), Tyler Hoechlin (Clark Kent/Kal-El/Superman).
- Guest star: Brenda Strong (Lillian Luthor), Ian Gomez (Snapper Carr), Frederick Schmidt (John Corben/Metallo), Rich Ting (dott. Gilcrist/secondo Metallo).
- Altri interpreti: Sachin Sahel (agente McGill), Marshall Bingham (rapinatore), Leif Havdale (guidatore), Paul Lazenby (pompiere), Dawn Chubai (anchorwoman), Ava Wilson (bambina al parco).

- Ascolti USA: telespettatori 2 660 000[3]

## Benvenuti sulla Terra
- Titolo originale: Welcome to Earth
- Diretto da: Rachel Talalay
- Scritto da: Jessica Queller e Derek Simon

### Trama
Il kryptoniano, dopo aver aggredito Kara, fugge dal DEO; tutto ciò proprio mentre la Presidente degli Stati Uniti Olivia Marsdin si sta recando in città per firmare un decreto d'amnistia che permetterà a tutti gli alieni presenti sul suolo americano di uscire dall'ombra. Il giorno dell'arrivo della Marsdin, qualcuno attacca utilizzando quella che sembra essere la vista calorifica tipica dei kryptoniani, e i sospetti cadono inevitabilmente sull'alieno evaso dal DEO. La CatCo organizza un servizio sul decreto: James viene subito messo in crisi e scavalcato da Snapper, che approfitta della sua inesperienza, ma riuscirà a farsi valere. Kara viene incaricata di intervistare Lena Luthor, che essendo la sorella di un noto oppositore degli alieni è una dei personaggi più in vista del momento ed è piuttosto scettica riguardo alle posizioni della Marsdin: Lena le mostra un rilevatore di presenze aliene inventato da lei e Kara ne è turbata, vedendo nel dispositivo un possibile segno di futura segregazione razziale. Alex, intanto, si trova a collaborare con la coriacea detective Maggie Sawyer, che possiede una conoscenza dei poteri extraterrestri così vasta da insospettirla. Maggie, allora, le fa scoprire un locale nei bassifondi di National City che ha una particolarità unica: è frequentato esclusivamente da alieni. Alex è stupefatta, al che Maggie le spiega di conoscere bene il disagio di chi è costretto a nascondersi, essendo lesbica e figlia di immigrati. Grazie ad uno degli informatori alieni di Maggie, Alex scopre che il kryptoniano sta tentando di mettersi in contatto con il suo mondo natale, ma le analisi di Wynn rivelano che il pianeta in questione non è Krypton, bensì Daxam: l'alieno, infatti, è in realtà un daxamita, cosa che pare preoccupare molto Kara. Daxam fa parte dello stesso sistema solare di Krypton, ma tra i due mondi non correva buon sangue: mentre i kryptoniani erano un popolo di scienziati pacifici e democratici, i daxamiti sono noti per essere violenti e guerrafondai, e tra le due razze c'è sempre stato conflitto. Kara riesce a catturare il daxamita e riportarlo al DEO: l'alieno, però, si proclama innocente, e tutti ne hanno la prova quando il criminale colpisce ancora mentre il daxamita è sotto chiave. La terrorista, un'estremista aliena dai poteri di fuoco, rapisce Maggie e Alex riesce a scovarla grazie agli informatori del locale alieno; Supergirl affronta e sconfigge l'aliena mentre Alex libera Maggie. Risolto il problema, Kara libera il daxamita e i due si chiariscono: in un clima ora decisamente più cordiale, l'alieno si presenta come Mon-El e spiega di essere dovuto fuggire per scampare alla pioggia di detriti di Krypton che ha colpito Daxam. Mon-El chiede aiuto a Kara per tornare a casa, ma la ragazza è costretta a dargli una tragica notizia: l'esplosione di Krypton ha spazzato via la luna di Daxam, sconvolgendo la gravità del pianeta e rendendolo invivibile. Firmato il decreto, la Marsdin si appresta a tornare a Washington; non vista, la donna assume per un attimo il proprio vero aspetto, rivelandosi a sua volta un'extraterrestre. J'onn, informato del locale alieno da Alex, vi si reca per curiosità e scopre che la barista è una Marziana Verde proprio come lui: il suo nome è M'gann M'orzz.
- Guest star: Lynda Carter (Presidente Olivia Marsdin), Katie McGrath (Lena Luthor), Sharon Leal (M'gann M'orzz), Ian Gomez (Snapper Carr), Nadine Crocker (Scorcher).
- Altri interpreti: Jaeson Lee (agente DEO #1), Kaylee Sapieha (Darla), Iris Truong (ragazzina), Jason Vaisvila (Boris), Jayson Li (astronomo), Robert Zen Humpage (alieno con la testa di pesce), Leon Kaplov (alieno con quattro occhi), Gary Starkell (Gary Forehead), Stephanie Lavigne (Roltykon).

- Note:
  - Quando la signora presidente, interpretata da Lynda Carter, risponde a un commento che definisce l'Air Force One un "Bel jet", dice «dovresti vedere l'altro». Si tratta di un riferimento al Jet Invisibile di Wonder Woman, personaggio interpretato proprio da Lynda Carter nella serie Wonder Woman.
  - Un altro riferimento alla serie Wonder Woman è presente nella scena in cui Supergirl, per spegnere le fiamme su di sé dopo un attacco, gira su se stessa: il gesto che Diana Prince fa sempre nella serie per trasformarsi in Wonder Woman.

- Ascolti USA: telespettatori 2 650 000[4]

## Sopravvissuti
- Titolo originale: Survivors
- Diretto da: James Marshall e James Bamford
- Scritto da: Paula Yoo e Eric Carrasco

### Trama
Mon-El spiega di essere una guardia della famiglia reale di Daxam: il giorno in cui i residui dell'esplosione di Krypton bersagliarono il pianeta, Mon-El tentò di far fuggire il principe a bordo di una navicella appartenuta ad alcuni delegati kryptoniani periti nella catastrofe, ma il principe, ferito a morte, preferì permettere a lui di salvarsi. Alla notizia che è improbabile che altri daxamiti siano sopravvissuti, Mon-El si rassegna all'idea di rimanere al DEO finché non si sarà adattato e non sarà stata chiarita la portata dei suoi poteri, parzialmente simili a quelli kryptoniani; ben presto, però, Mon-El si stanca di rimanere rinchiuso e convince Winn ad accompagnarlo in giro per la città, con conseguenze imbarazzanti. Winn si prende una sonora lavata di testa da J'onn, mentre Mon-El capisce l'importanza di imparare a gestire la sua forza. Intanto, il DEO collabora con Maggie Sawyer per risolvere il caso di un alieno picchiato a morte. Si scopre che la vittima era coinvolta in un fight club i cui lottatori sono tutti alieni costretti a combattere durante party clandestini cui partecipa l'alta società di National City: tra i lottatori c'è anche M'gann M'orzz, che combatte sotto l'alias di Miss Martian. Supergirl interviene e si ritrova a dover lottare contro Draaga, il più potente alieno del fight club, che la mette al tappeto. J'onn, informato da Alex e Kara, cerca di tirare M'gann fuori dal giro, ma la marziana è convinta della propria scelta: accetta però di rivelargli il nome della proprietaria del fight club, Veronica Sinclair, detta Roulette. Supergirl l'affronta, ma la donna la deride, ricordandole che il suo pubblico sono i potenti di National City e che Supergirl, battendosi ogni giorno per proteggerli, non sta facendo altro che offrire loro uno spettacolo gratuito. J'onn viene catturato da Roulette; grazie a Lena, Kara riesce a trovare il luogo del prossimo combattimento, che vedrà contrapposti proprio J'onn e Miss Martian in una lotta all'ultimo sangue. I marziani si rifiutano, al che Roulette sguinzaglia loro contro Draaga. L'alieno sembra inarrestabile, ma Supergirl lo sconfigge grazie ai consigli di Mon-El, che lo aveva già incontrato e ne conosce i punti deboli; Roulette, però, scamperà all'arresto grazie ad uno dei suoi contatti che farà cadere le accuse. Kara ottiene che Mon-El venga affidato alla sua custodia, mentre J'onn e M'gann si riappacificano; ciò che J'onn ignora, però, è che M'gann è in realtà una Marziana Bianca.
- Guest star: Katie McGrath (Lena Luthor), Sharon Leal (M'gann M'orzz/Miss Martian), Laura Benanti (Alura Zor-El), Ian Gomez (Snapper Carr), Dichen Lachman (Veronica Sinclair/Roulette), Ian Casselberry (Quill), John DeSantis (Draaga), Stephi Chin-Salvo (receptionist), Ben Sullivan (principe di Daxam), Shauna Haracka (ragazza di Maggie), Robert Zen Humpage (alieno ucciso).

- Ascolti USA: telespettatori 2 220 000[5]

## Fuoco incrociato
- Titolo originale: Crossfire
- Diretto da: Glen Winter
- Scritto da: Gabriel Llanas e Anna Musky-Goldwyn

### Trama
Kara procura a Mon-El, il quale ora si farà chiamare "Mike Matthews", un lavoro come stagista al CatCo; Mon-El, però, non riesce ad integrarsi e quando Kara lo sorprende in atteggiamenti intimi con una collega, la ragazza si rende conto di aver cercato di imporgli una vita non adatta a lui e lo licenzia per permettergli di trovare la propria strada. Alex, da parte sua, si rende conto di essere attratta da Maggie, che nel frattempo ha rotto con la sua ragazza, e inizia a mettere in dubbio la propria sessualità. Cadmus, intanto, equipaggia una banda criminale, guidata dall'avido Chet Miner, con armi extraterrestri in modo da screditare il decreto Marsdin e la comunità aliena: Supergirl viene messa al tappeto da un cannone a raggi e James, che in quel momento si trovava assieme a lei, realizza di voler fare anche lui qualcosa per proteggere la città. Assunta l'identità di un vigilante mascherato e forte di una notevole abilità nel corpo a corpo, James inizia perciò la propria personale crociata contro il crimine, rischiando la vita; Winn scopre tutto e dopo un'iniziale riluttanza accetta di aiutarlo, creando per lui un costume. Lena invita Kara, con la quale ha stretto ormai amicizia, ad una serata di beneficenza: la donna sa che l'evento cadrà quasi sicuramente nel mirino dei criminali, ma è ben decisa a non farsi intimorire e chiede che Supergirl si occupi della sicurezza. Non senza difficoltà, Kara riesce ad essere presente sia in abiti civili che in quelli dell'eroina, e come previsto Miner e la sua banda irrompono per rapinare i presenti. Si scopre però che la serata era solo una trappola per attirare la banda: Lena disattiva le armi con un sistema messo a punto da lei e Supergirl arresta i delinquenti. Miner è disposto a fare il nome del capo di Cadmus pur di avere una riduzione della pena, ma durante il trasporto in carcere viene ucciso dagli agenti del progetto. Lena, dopo gli eventi della serata, riceve la visita di sua madre Lillian, con il quale non sembra in buoni rapporti: non sa che la madre è anche, in segreto, il capo di Cadmus.
- Guest star: Brenda Strong (Lillian Luthor), Katie McGrath (Lena Luthor), Andrea Brooks (Eve Teschmacher), Alexander Cendese (Chet Miner), Peter Prinsloo (Harte), Robert Zen Humpage (alieno con la testa di pesce).

- Ascolti USA: telespettatori 2 470 000[6]

## Cambiamenti
- Titolo originale: Changing
- Diretto da: Larry Teng
- Scritto da: Greg Berlanti (soggetto); Andrew Kreisberg e Caitlin Parrish (sceneggiatura)

### Trama
Kara scopre che Mon-El incassa debiti per conto della malavita di National City; oltraggiata, la ragazza accusa Mon-El di approfittare dei suoi poteri. Un gruppo di ricercatori americani di stanza alle isole Svalbard rinviene tra i ghiacci la carcassa di un lupo; improvvisamente, una strana creatura si libera dal corpo dell'animale e uccide brutalmente gli scienziati. Il DEO trae in salvo l'unico sopravvissuto, il climatologo Rudy Jones; quest'ultimo è stato infettato dalla creatura, una sorta di parassita alieno, e ne è stato soggiogato. Esaminando le riprese di sicurezza del laboratorio, il DEO scopre infatti che l'assassino è proprio Jones, al quale il parassita ha conferito forza e resistenza sovrumane e il potere di risucchiare l'energia vitale delle persone tramite contatto fisico. Jones vuole eliminare Rand O'Reilly, uno scienziato famoso per negare gli effetti del riscaldamento globale; Supergirl e J'onn attirano Jones con un tranello, ma il Parassita riesce ad assorbire l'energia di entrambi, mettendoli fuori gioco. J'onn, rimasto ferito gravemente, ha bisogno di una trasfusione di sangue e l'unica donatrice compatibile è M'gann; quest'ultima, inizialmente riluttante perché sa che J'onn non sopporterebbe di condividere il sangue di un Marziano Bianco, accetta, salvandogli la vita. Mon-El, pentito per la discussione avuta con Kara, decide di affrontare lui stesso il Parassita con l'aiuto di James, che grazie ad un'armatura fornitagli da Winn ha assunto l'identità di "Guardian". Il Parassita appare comunque inarrestabile, ma la situazione verrà risolta da Supergirl, che, sfruttando la centrale nucleare di National City, induce la creatura ad assorbire una quantità di energia talmente elevata da distruggerlo. James e Winn sono soddisfatti dell'esordio di Guardian, ma decidono per il momento di tenere la verità nascosta a tutti, inclusa Kara, che non ha potuto scoprire l'identità dell'eroe a causa del rivestimento in piombo dell'armatura, impenetrabile ai suoi poteri. Alex si è ormai resa conto di essere innamorata di Maggie e ne parla con Kara: la sorella è piuttosto sorpresa, ma la sostiene e la incoraggia a farsi avanti. Alex confessa perciò a Maggie di amarla, ma scopre di non essere ricambiata, rimanendone umiliata e ferita. L'episodio si chiude con il rapimento di Mon-El, catturato da Lillian Luthor.
- Guest star: Brenda Strong (Lillian Luthor), Sharon Leal (M'gann M'rozz), William Mapother (dottor Rudy Jones/Parassita), Nikohl Boosheri (Kelly Sotto), Jason Gray-Stanford (Rand O'Reilly).
- Altri interpreti: Michael Ryan (McTavish), Josh Hallem (Brian), Kelly Konno (madre).

- Ascolti USA: telespettatori 2 350 000[7]

## Cyborg Superman
- Titolo originale: The Darkest Place
- Diretto da: Glen Winter
- Scritto da: Robert Rovner e Paula Yoo

### Trama
James, nei panni di Guardian, inizia la propria lotta al crimine e in breve diventa il nuovo idolo di National City; tutto, però, cambia quando in città appare un nuovo vigilante con un'armatura simile a quella di Guardian che inizia ad uccidere i criminali arrestati da James. Guardian è ora ricercato per omicidio, e Winn è costretto a rivelarne l'identità ad Alex; quest'ultima ottiene che Maggie sospenda le ricerche di Guardian, ma i rapporti tra le due sono molto tesi a causa del fatto che Alex non ha ancora digerito il rifiuto di Maggie. Winn scopre che il vigilante assassino è Phillip Karnowski, un ex Navy SEAL che elimina tutti i criminali che in qualche modo sono riusciti a sfuggire alla giustizia per vendicare la moglie, uccisa da un uomo che rimase in libertà grazie ad un cavillo. Winn rintraccia la sua prossima vittima, l'omicida Morgan Collins, e James riesce a mettere fuori gioco Karnowski, che verrà arrestato, scagionando così Guardian. Supergirl, intanto, viene contattata da Lillian Luthor, che la informa di aver preso in ostaggio Mon-El: la ragazza si precipita a liberare l'amico e si ritrova ad affrontare un nemico inaspettato, ossia il vero Hank Henshaw, sopravvissuto allo scontro con J'onn e trasformato da Cadmus nel potentissimo Cyborg. Henshaw si è alleato con Cadmus per eliminare tutti gli alieni presenti sulla Terra; il suo odio è rivolto in particolare a J'onn, colpevole di avergli rubato tutto quello che aveva, inclusa la direzione del DEO. Supergirl viene catturata e finisce prigioniera di Cadmus, trovandosi così faccia a faccia per la prima volta con Lillian Luthor; la donna, dietro minaccia di uccidere Mon-El, la costringe ad usare la sua vista calorifica fino a toglierle le forze, in modo da privarla temporaneamente della sua invulnerabilità e prelevarle un campione di sangue. Kara e Mon-El vengono liberati da Jeremiah Danvers, rimasto nascosto a Cadmus per tutti quegli anni, e riescono a fuggire. J'onn si è ripreso dall'attacco del Parassita grazie a M'gann, ma inizia ad essere vittima di allucinazioni sempre più frequenti e realistiche e si scopre che la causa è il sangue di M'gann, che ha dato luogo ad una sorta di rigetto: J'onn capisce che ciò è accaduto perché M'gann è in realtà una Marziana Bianca ed era compatibile con lui solo in parte. Furioso, J'onn cattura M'gann e la rinchiude al DEO: M'gann si scusa per averlo ingannato, ma lo avverte anche che il suo sangue lo trasformerà in un Marziano Bianco e non ci sarà modo di arrestare il processo. Cyborg si reca alla Fortezza della Solitudine e usa il sangue prelevato a Kara per accedervi; una volta dentro, l'uomo cerca informazioni su qualcosa chiamato "Medusa".
- Guest star: Brenda Strong (Lillian Luthor), Sharon Leal (M'gann M'orzz), Ian Gomez (Snapper Carr), Dean Cain (Jeremiah Danvers), Victor Zinck Jr. (Phillip Karnowsky), Michael A. Cheng (Morgan Collins), Aadila Dosani (Claudia), Eddie Flake (trafficante), Tristan Shire (agente DEO), Phillip Mitchell (compratore), Shanel Pratap (anchorwoman).

- Nota. Kara afferma che suo cugino Superman in passato ha collaborato con un vigilante che usava molti gadget, riferimento a Batman.

- Ascolti USA: telespettatori 2 610 000[8]

## Medusa
- Titolo originale: Medusa
- Diretto da: Stefan Pleszczynski
- Scritto da: Jessica Queller e Derek Simon

### Trama
È il giorno del Ringraziamento e Kara ha invitato a casa sua Alex, Eliza, Winn, James e Mon-El; improvvisamente, un vortice appare nel bel mezzo dell'appartamento, per poi dissolversi pochi istanti dopo. Kara, decisa a scoprire se Lena è al corrente o meno del lavoro di Lillian con Cadmus, cerca di estorcerle informazioni con la scusa di un'intervista; Lena, però, intuisce la verità e affronta Lillian. Più tardi, Cyborg uccide tutti i clienti del bar alieno con una misteriosa sostanza; Mon-El, che in quel momento si trovava al locale, sopravvive perché si era allontanato qualche momento prima dell'attacco per tentare di fermare Cyborg. Le prime analisi suggeriscono che la sostanza colpisca solo gli alieni, di conseguenza Mon-El e Kara vengono entrambi messi in quarantena per proteggerli da ulteriori attacchi. Qualche ora dopo, Mon-El inizia a sentirsi male ed Eliza, analizzando le sue condizioni, scopre che è stato infettato da Medusa, un virus kryptoniano. Kara capisce che il sangue che le è stato prelevato è servito a Cyborg per penetrare nella Fortezza della Solitudine e rubare i dati del virus e, interrogando l'intelligenza artificiale di Zor-El presente nella fortezza, scopre che Medusa è stato creato da suo padre per proteggere Krypton da eventuali invasioni: Medusa, infatti, attacca tutti coloro che non sono kryptoniani. Mon-El ha sviluppato sintomi più lievi e tardivi perché la fisiologia daxamita è molto simile a quella kryptoniana, ma senza una cura morirà comunque nel giro di poco tempo; Kara, preoccupata, gli rimane accanto e i due finiscono per baciarsi. Alex ed Eliza analizzano Medusa, concludendo che il virus si diffonde per via aerea e il piano di Cadmus è utilizzare un particolare agente di dispersione custodito alla L-Corp; Cyborg attacca l'azienda per rubare la sostanza e Supergirl riesce a metterlo in fuga approfittando della comparsa di un secondo vortice, che distrae Cyborg. Il DEO sospetta che Lena collabori con Cadmus, ma Supergirl è convinta della sua innocenza e le chiede aiuto, rivelandole la verità su Lillian: Lena non le crede, ma poco dopo incontra Lillian e, avuta la conferma dalla madre in persona che il capo di Cadmus è proprio lei, le fornisce spontaneamente l'agente di dispersione. Medusa verrà rilasciato dall'esplosione sopra National City di un missile contenente l'agente; Lena in persona attiva il lancio del missile e Supergirl cerca di neutralizzare l'ordigno mentre J'onn se la vede con Cyborg. Il missile esplode ugualmente, ma Medusa non ha alcun effetto: si scopre infatti che Lena ha manomesso l'agente di dispersione, rendendolo inefficace, e Lillian viene arrestata. Eliza riesce ad annullare la trasformazione di J'onn in Marziano Bianco e a trovare una cura per Mon-El; con grande dispiacere di Kara, però, Mon-El non ricorda il loro bacio. Maggie confessa ad Alex di averla respinta solo per paura di soffrire ancora, ma dopo l'esperienza con Medusa decide di non perdere altro tempo e ammette di ricambiarla, baciandola; tutto questo mentre, nello spazio, un'astronave si sta dirigendo verso la Terra in cerca di Mon-El. Kara, tornata a casa, trova ad aspettarla Barry Allen e Cisco Ramon: i vortici erano infatti tentativi di portali dimensionali per arrivare a lei. Barry e Cisco chiedono aiuto a Kara per sventare una minaccia nel loro universo.
- Special guest star: Grant Gustin (Barry Allen/Flash), Carlos Valdes (Cisco Ramon), Helen Slater (Eliza Danvers).
- Guest star: Brenda Strong (Lillian Luthor), Katie McGrath (Lena Luthor), Robert Gant (Zor-El).
- Altri interpreti: Byron Brisco (guardia di sicurezza), Keisha Haines (cameriera umana), Serge Jaswal (navigatore), Marisa Nielsen (aliena), Kirsten Virus (Giggles), Josh Hallem (Brian), Robert Zen Humpage (alieno con la testa di pesce), Erika Walter (donna).

- Nota. Il crossover continua nella serie The Flash.

- Ascolti USA: telespettatori 3 530 000[9]

## Supergirl vive
- Titolo originale: Supergirl Lives
- Diretto da: Kevin Smith
- Scritto da: Andrew Kreisberg (soggetto); Eric Carrasco e Jess Kardos (sceneggiatura)

### Trama
Supergirl e Guardian fermano una banda di ladri; Winn, coinvolto suo malgrado, viene malmenato da uno dei rapinatori e ne rimane scosso al punto da decidere di abbandonare la collaborazione con James. Una donna si presenta alla CatCo per denunciare la scomparsa della figlia, Izzy: la polizia è convinta che la ragazza sia semplicemente scappata di casa, ma la madre è convinta che si tratti di un rapimento. Kara, con l'aiuto di Maggie e Winn, scopre che altri adolescenti sono scomparsi senza lasciare traccia nelle ultime settimane: l'unico punto in comune è che tutti loro, inclusa Izzy, si erano sottoposti ad analisi del sangue in un laboratorio privato. Kara vi si infiltra assieme a Mon-El e scoprono un portale: una volta attraversato, i due finiscono su un pianeta illuminato da un sole rosso, che priva entrambi dei rispettivi poteri. Il mondo in questione è Maaldoria, tristemente noto per essere molto attivo nella tratta degli schiavi, e i ragazzi scomparsi sono stati catturati da una banda di trafficanti. Supergirl e un Mon-El decisamente riluttante si consegnano per arrivare alla prigione dove vengono detenuti gli schiavi in attesa di essere venduti e trovano Izzy e gli altri ragazzi; assieme a loro, però, trovano anche Roulette, che si è alleata con i maaldoriani. Il DEO scopre la scomparsa di Supergirl e il portale per Maaldoria: Alex organizza una squadra di recupero, ma J'onn non può partecipare perché l'atmosfera di Maaldoria è tossica per i marziani. Winn viene inserito nella squadra per programmare il portale per il rientro, ma è rimasto traumatizzato dall'aggressione e rifiuta di partire; Alex riesce a spronarlo ricordandogli che è normale avere paura, ma se vuole essere un vero eroe non può fuggire davanti al pericolo. Su Maaldoria, Kara e Mon-El hanno la stessa discussione: Mon-El non capisce perché Kara senta la necessità di rischiare la vita per gli altri, al che la ragazza lo accusa di essere un vigliacco, svergognandolo. Supergirl, nonostante sia senza poteri, cerca di dare battaglia ai Maldooriani e il suo coraggio infonde ai ragazzi la forza di reagire. Riusciti a liberarsi, Supergirl, Mon-El e i ragazzi si ricongiungono ad Alex e alla sua squadra; i trafficanti cercano di fermarli, ma Alex riattiva i poteri della sorella utilizzando una granata ad energia solare e Supergirl salva la situazione. Rientrati sulla Terra, i ragazzi tornano dalle loro famiglie e Winn, dopo questa esperienza, ritrova fiducia in se stesso, riprendendo a lavorare con Guardian. Alex, nel frattempo, ha finalmente iniziato una storia con Maggie, ma le due hanno una prima incomprensione quando Alex, sotto pressione a causa della scomparsa di Kara, tratta molto bruscamente la compagna; a cose risolte, Alex si scusa con Maggie, che la perdona perché ha ormai capito che Supergirl è in realtà Kara. Mon-El confessa a Kara di essere rimasto molto colpito dal suo coraggio su Maaldoria: su Daxam, infatti, non ha mai avuto un vero modello da seguire perché lo stesso principe, a suo dire, non era un buon esempio, ma adesso ha capito di voler essere un eroe come Supergirl. Su Maaldoria, due alieni mascherati chiedono notizie di Mon-El al capo dei trafficanti: questi riferisce che Mon-El si trova sulla Terra, dopodiché viene polverizzato.
- Guest star: Dichen Lachman (Veronica Sinclair/Roulette), Ian Gomez (Snapper Carr), James Urbaniak (Dottore), Harley Quinn Smith (Izzy Williams), Nikolai Witschl (Jo), Drew Tanner (studente), Erika Walter (madre di Izzy).

- Ascolti USA: telespettatori 2 650 000[10]

## Possiamo essere eroi
- Titolo originale: We Can Be Heroes
- Diretto: Rebecca Johnson
- Scritto: Caitlin Parrish e Katie Rose Rogers

### Trama
Livewire viene sequestrata da uno scienziato che intende replicare i suoi poteri. Il DEO, inizialmente, pensa che si tratti di evasione, e Kara, che ormai considera Livewire la propria nemesi, si mette in testa di doverla catturare da sola. Lo scienziato sguinzaglia due scagnozzi, modificati in modo da avere gli stessi poteri di Livewire, per testarne le abilità: Supergirl li affronta con l'aiuto di Mon-El, che si sta addestrando per diventare un eroe, e successivamente anche di Guardian, ma i tre non riescono a collaborare e i falsi Livewire riescono a fuggire. Nello scontro, Kara scopre che Guardian è James: furiosa, la ragazza ingiunge all'amico di smetterla immediatamente. James e Winn, però, sono decisi a dimostrare di valere quanto Supergirl e Mon-El; quest'ultimo, da parte sua, si è preso una lavata di testa da Kara per non aver obbedito ai suoi ordini durante la battaglia contro i falsi Livewire ed è a sua volta deciso a riscattarsi. Winn localizza il laboratorio dov'è rinchiusa Livewire, ma ne rivela la posizione solo a James, tenendo Kara e il resto del DEO all'oscuro; Guardian affronta perciò i falsi Livewire e riceve l'aiuto inatteso di Mon-El, che ha origliato la conversazione con Winn. La battaglia, inizialmente a favore degli eroi, volge al peggio quando lo scienziato rivela di aver replicato i poteri di Livewire per prima cosa su di sé e Guardian e Mon-El si trovano in netta inferiorità numerica. Supergirl interviene e libera Livewire, che ricambia il favore aiutandola a mettere fuori gioco lo scienziato e i suoi scagnozzi; Livewire vorrebbe uccidere lo scienziato, ma Supergirl la convince a risparmiarlo offrendole la possibilità, solo per questa volta, di fuggire. Lo scienziato viene così arrestato, ma Supergirl ha capito che in Livewire c'è ancora del buono e, pur decisa ad acciuffarla non appena ne avrà l'occasione, smette di esserne ossessionata. M'gann, nel frattempo, è ancora rinchiusa al DEO ed inizia ad essere letteralmente assalita dai brutti ricordi: la fisiologia marziana, infatti, dipende dallo stato emotivo e M'gann si sente così in colpa per aver preso parte allo sterminio dei Marziani Verdi che il rimorso la sta ora uccidendo. J'onn viene convinto da Alex ad aiutarla e s'inserisce nella mente di M'gann, scoprendo che la marziana non ha mai preso davvero parte al massacro: ciò che la fa stare tanto male è il rimpianto per non essere riuscita a salvare nessun Marziano Verde. J'onn la perdona, salvandola, e le permette di tornare alla sua vita. M'gann lo ringrazia, ma lo avverte che ciò che ha subito è il risultato di un attacco: i Marziani Bianchi, infatti, sanno che lei si trova sulla Terra e presto verranno a cercarla. Mon-El rivela a Kara di ricordare perfettamente il loro bacio e ammette di provare qualcosa per lei; Kara, confusa, non sa cosa rispondergli.
- Guest star: Sharon Leal (M'gann M'orzz), Brit Morgan (Leslie Willis/Livewire), Steve Valentine (scienziato).
- Altri interpreti: Prince Justin Atkinson (agente DEO), Marci T. House (dott. Hampton), Noah Beggs (poliziotto #1), Jaeson Lee (poliziotto #2), Charles Jarman (guardia #1), Marshall Bingham (guardia #2), Nilo Ghajar (detenuto #2), Chad Riley (guardia carceraria).

- Ascolti USA: telespettatori 2 350 000[11]

## Cronache marziane
- Titolo originale: The Martian Chronicles
- Diretto: David McWhirter
- Scritto: Gabriel Llanas e Anna Musky-Goldwyn

### Trama
Le cose si sono fatte decisamente imbarazzanti tra Kara e Mon-El ora che il daxamita si è dichiarato: Kara lo respinge con il pretesto di volersi concentrare solo sulla carriera e i doveri come Supergirl, ma più avanti si renderà conto di averlo fatto perché non è sicura nemmeno lei di cosa prova per Mon-El. M'gann teme che i Marziani Bianchi arriveranno da un momento all'altro per darle la caccia, e così accade: Armek, il marito di M'gann, giunge a National City per riportare la moglie su Marte e sottoporla a giudizio per il suo tradimento. M'gann rifiuta di seguirlo e viene protetta dal DEO; Armek s'infiltra al dipartimento per catturarla e J'onn è costretto a mettere la base in quarantena. J'onn e M'gann decidono di sfruttare la debolezza dei marziani al fuoco per smascherarlo e in tal modo si scopre che Armek si spacciava per Winn. Il marziano manomette il reattore che alimenta la base del DEO, causando un sovraccarico che farà saltare in aria l'edificio: Armek, infatti, è disposto a morire pur di portare a termine la sua missione. J'onn e M'gann si recano nella sala del reattore per risolvere il problema e trovano il vero Winn e anche Alex, rivelando che Armek ha un complice che ha assunto proprio le sembianze di quest'ultima. Supergirl, J'onn e M'gann eliminano i Marziani Bianchi mentre Winn riesce a mettere in sicurezza il reattore; dopo questa esperienza, Kara riconosce che l'amico ha le capacità per cavarsela e finalmente accetta la faccenda di Guardian. M'gann decide di tornare su Marte di sua volontà per trovare altri Marziani Bianchi buoni come lei e J'onn, pur con il cuore a pezzi, accetta la sua scelta. In tutto questo, Kara e Alex hanno una piccola incomprensione perché Alex trascura un'importante tradizione di famiglia per stare con Maggie; Kara, inizialmente offesa, si rende conto di dover accettare che le loro vite stanno cambiando e Alex consiglia alla sorella di riflettere sui suoi sentimenti per Mon-El, avendo capito che Kara, in realtà, l'ha respinto solo per paura di lasciarsi andare. Kara prende così il coraggio a due mani e si prepara a confessare a Mon-El di ricambiarlo, ma scopre con amarezza che Mon-El, in seguito al suo rifiuto, ha cominciato a frequentare Eve, una collega di Kara; delusa, Kara rinuncia e se ne va.
- Guest star: Sharon Leal (M'gann M'orzz), Terrell Tilford (Armek), Andrea Brooks (Eve Teschmacher), Briana Venskus (agente Vasquez), Curtis Lum (agente Demos).
- Altri interpreti: Robert Zen Humpage (alieno con la testa di pesce), Peter Prontzos (senzatetto).

- Ascolti USA: telespettatori 2 430 000[12]

## I Luthor
- Titolo originale: Luthors
- Diretto da: Tawnia McKiernan
- Scritto da: Robert Rovner e Cindy Lichtman

### Trama
Lena testimonia contro Lillian, sotto processo per i fatti riguardanti il progetto Medusa: paradossalmente, nonostante sia stata la stessa Lena a far arrestare la madre, la cattiva reputazione dei Luthor si abbatte anche su di lei e la credibilità di Lena è messa più volte in discussione. Dietro consiglio di Kara, Lena visita Lillian in carcere; la madre rivela che Lena è nata dalla relazione clandestina di Lionel Luthor, marito di Lillian e padre di Lex, con un'altra donna, spiegando la freddezza di Lillian nei suoi confronti. Lena, turbata, capisce di essere davvero una Luthor e di non potersi perciò slegare dalla pessima fama della sua famiglia, ma è comunque decisa a dimostrare di essere una persona diversa dalla madre e dal fratello. Le cose, tuttavia, precipitano quando qualcuno fa avere a Metallo un nuovo generatore di kryptonite, consentendogli di evadere e di liberare anche Lillian: un video di sorveglianza della L-Corp rivela che a procurargli il generatore è stata proprio Lena, la quale viene perciò arrestata. Lena si proclama innocente, ma nessuno è disposto a crederle, tranne Kara, fermamente convinta che l'amica sia stata incastrata. Metallo libera Lena contro la volontà di quest'ultima, che sa che fuggendo non farà altro che confermare ciò che tutti pensano di lei, e Lillian conduce la figlia ad una struttura segreta realizzata da Lex per far fronte ad eventuali invasioni aliene: la struttura contiene un arsenale di armi custodite in un caveau accessibile solo ai discendenti della famiglia Luthor, di cui Lena è l'ultima rimasta. Lena si rende conto che Lillian l'ha liberata solo per arrivare all'arsenale e rifiuta di collaborare, ma viene costretta ad aprire il caveau da Cyborg. Winn scopre che il video della sorveglianza che ha incastrato Lena è stato corrotto e il vero colpevole è proprio Cyborg; inoltre, la kryptonite del generatore di Metallo è instabile ed esploderà entro breve tempo. Il DEO rintraccia la struttura segreta e Supergirl vi si precipita per salvare Lena: con l'aiuto di J'onn, Supergirl riesce a portare via Lena in tempo e Metallo si autodistrugge senza causare vittime, ma Lillian e Cyborg riescono a defilarsi; Lena viene comunque riabilitata. Kara scopre che Mon-El ed Eve si sono lasciati e finalmente riescono a confessare ciò che provano l'una per l'altro; il momento romantico viene tuttavia interrotto dall'arrivo di un bizzarro individuo dal nome impronunciabile, Mxyzptlk, che si rivolge a Kara con il suo nome kryptoniano e dichiara il suo amore per lei.
- Guest star: Katie McGrath (Lena Luthor), Brenda Strong (Lillian Luthor), Frederick Schmidt (John Corben/Metallo), Ian Gomez (Snapper Carr), Peter Gadiot (Mr. Mxyzptlk), Andrea Brooks (Eve Teschmacher).
- Altri interpreti: Ian Butcher (Lionel Luthor), Aidan Fink (Lex Luthor da ragazzo), Camille Marthy (Lena Luthor da bambina), Judith Maxie (giudice Hobart), Angelo Renai (avvocato di Lillian), Desiree Zurowski (procuratrice Webb), Dawn Chubai (cronista), Damian Mavis (guardia), Walcott Morgan (guardia #1), Marshall Bingham (guardia #2), Robert Zen Humpage (alieno con la testa di pesce).

- Ascolti USA: telespettatori 2 520 000[13]

## Il signore e la signora Mxyzptlk
- Titolo originale: Mr. and Mrs. Mxyzptlk
- Diretto da: Stefan Pleszczynski
- Scritto da: Jessica Queller e Sterling Gates

### Trama
Nel giorno di San Valentino, Mxyzptlk, un essere proveniente dalla quinta dimensione, si presenta da Kara per annunciarle che è innamorato di lei e chiederle di sposarlo. Kara, ovviamente, non ne vuole sapere, al che Mxyzptlk, che pur essendo pressoché onnipotente non può costringerla a ricambiarlo, procede con un corteggiamento a dir poco insistente: la segue ovunque vada, le riempie l'appartamento di rose e arriva persino a resuscitare il Parassita in modo da sconfiggerlo e fare colpo su di lei. La presenza di Mxyzptlk scatena la gelosia di Mon-El, costantemente alle prese con le provocazioni del rivale, e il rapporto con Kara entra in crisi: Kara, infatti, proibisce a Mon-El di intervenire per tenerlo al sicuro, senza però rendersi conto che così facendo sottolinea che i poteri del fidanzato sono molto inferiori ai suoi. Punto sul vivo, Mon-El ruba al DEO un manufatto in grado di neutralizzare i poteri di Mxypztlk e lo affronta, ma viene sconfitto e Kara, per salvargli la vita, è costretta ad accettare di sposare l'alieno. Mon-El ha il cuore a pezzi, ma Kara, in realtà, ha elaborato un piano per sbarazzarsi di Mxypztlk: Mon-El, infatti, le ha spiegato che l'unico modo per costringerlo a tornare da dov'è venuto è fargli pronunciare il suo nome al contrario, così Kara attira Mxypztlk alla Fortezza della Solitudine con il pretesto di un matrimonio kryptoniano e lo induce a scrivere il nome capovolto utilizzando l'alfabeto di Krypton, che Mxypztlk non conosce. L'espediente funziona perché su Krypton la parola scritta ha lo stesso valore della parola pronunciata ad alta voce, e Mxypztlk torna nella quinta dimensione. Mon-El, pentito, si scusa con Kara per come si è comportato e si rende conto di aver perso la testa proprio perché è tanto innamorato di lei. Winn conosce Lyra Strayd, un'aliena di Starhaven dai modi decisamente spicci, e se ne innamora. Alex vorrebbe festeggiare assieme a Maggie, ma la compagna detesta San Valentino perché le ricorda le tristi circostanze in cui avvenne il suo coming out; per fortuna, grazie ai consigli di Kara, tutto si risolverà.
- Guest star: Peter Gadiot (Mr. Mxyzptlk), Tamzin Merchant (Lyra Strayd).
- Altri interpreti: Mike Carpenter (rapinatore #1), Michael Lewinson (xudariano), Robert Clark (violinista #1), Elyse Jacobson (violinista #2), Barry Nerling (Scar), John Perrotta (passante #1), Lisa Chandler (passante #2), Chad Bellamy (passante #3).

- Note:
  - Nel fare la sua proposta di matrimonio a Kara, Mxyzptlk intona A Whole New World. Si tratta di una citazione da Aladdin.
  - Nella scena in cui s'intromette per aiutare Supergirl contro i rapinatori, Mxyzptlk, dopo aver disarmato i criminali, gli punta contro le loro stesse pistole facendole fluttuare a mezz'aria e dicendo, "L'ho visto fare in un film". La pellicola in questione è X-Men.
  - Il duello con le pistole tra Mon-El e Mxyzptlk è una citazione del musical Hamilton.
  - Nel duello finale conto Mxyzptlk, Supergirl dice "Vogliamo fare i pazzi? Facciamo i pazzi!" (in inglese You wanna get nuts? Let's get nuts!). Si tratta di una citazione dal film del 1989 Batman, in cui Bruce Wayne dice la stessa battuta a Joker.

- Ascolti USA: telespettatori 2 240 000[14]

## Ritorno a casa
- Titolo originale: Homecoming
- Diretto da: Larry Teng
- Scritto da: Caitlin Parrish e Derek Simon

### Trama
Supergirl e J'onn intercettano un convoglio Cadmus, trovando Jeremiah Danvers in uno dei trasporti. Al dipartimento, Jeremiah rivela di essere stato sequestrato da Cadmus durante la missione in Amazzonia e costretto a creare gli impianti cibernetici per Hank Henshaw; negli anni successivi, Jeremiah ha dovuto continuare a lavorare per Cadmus dietro minaccia di Lillian di uccidere la sua famiglia, ma quando ha scoperto che Kara era stata catturata, si è ribellato e per questo è stato torturato. Mon-El è convinto che il convoglio non fosse altro che uno specchietto per le allodole e Jeremiah conferma che Cadmus intende sganciare su National City un ordigno nucleare creato con le radiazioni assorbite dalla vista calorifica di Kara, incolpando quindi la comunità aliena. Tutti sono molto felici per il ritorno di Jeremiah, tranne Mon-El, che sospetta che Jeremiah, dopo tanti anni trascorsi a Cadmus, abbia finito per cambiare bandiera e la faccenda del convoglio sia stata un trucco di Cadmus per infiltrarlo al DEO; nessuno, però, è disposto a credergli, a parte Winn, che accetta di aiutarlo a far luce sul ruolo di Jeremiah. Winn, effettivamente, scopre un tentativo di intrusione di Jeremiah nel mainframe del DEO, e a questo punto anche Kara inizia a convincersi che ci sia qualcosa che non quadra. La bomba viene infine individuata e Alex e Kara vengono mandate sul posto a disarmarla, ma si scopre che l'ordigno, in realtà inesistente, era un diversivo per allontanarle dal DEO: approfittando della loro assenza, infatti, Jeremiah s'introduce nuovamente negli archivi del DEO e viene affrontato da J'onn, il quale tuttavia ha la peggio perché Jeremiah è stato potenziato da Cadmus con un braccio bionico. Jeremiah scappa dopo aver rubato alcuni dati e consegna il tutto a Lillian e Cyborg; Alex, devastata, non ha il coraggio di arrestarlo e lo lascia fuggire. Kara è preoccupata che il tradimento di Jeremiah distruggerà la loro famiglia, ma J'onn le assicura che tutto si sistemerà. Winn scopre che Jeremiah ha rubato il registro nazionale degli alieni: ora Cadmus conosce l'identità di ogni extraterrestre presente sul suolo americano.
- Special guest star: Dean Cain (Jeremiah Danvers), Helen Slater (Eliza Danvers).
- Guest star: Brenda Strong (Lillian Luthor), Tamzin Merchant (Lyra Strayd).
- Altri interpreti: Robert Zen Humpage (alieno con la testa di pesce), Sonia Sunger (reporter).

- Ascolti USA: telespettatori 2 170 000[15]

## Il progetto Exodus
- Titolo originale: Exodus
- Diretto da: Michael A. Allowitz
- Scritto da: Paula Yoo e Eric Carrasco

### Trama
Gli alieni registrati nella lista nazionale cominciano ad essere rapiti uno dopo l'altro: tra gli scomparsi c'è anche Lyra. Alex, Maggie e Guardian catturano un agente Cadmus e lo portano al DEO per interrogarlo, ma Alex, ancora emotivamente provata dal tradimento di Jeremiah, aggredisce l'agente con una tale brutalità che J'onn è costretto a sospenderla dal servizio. Il DEO non può esporsi e Kara scrive un articolo per mettere in guardia la comunità aliena; Snapper, però, respinge l'idea per mancanza di fonti certe, e Lena consiglia a Kara di creare un blog e pubblicarvi l'articolo in qualità di giornalista indipendente. Lena, da parte sua, indaga su alcune irregolarità nei bilanci della L-Corp, sospettando che Lillian, che in precedenza era membro del consiglio di amministrazione, sfrutti le risorse dell'azienda per finanziare Cadmus; sfortunatamente, la sua stessa segretaria è una talpa di Lillian e provvede a riferire a Cadmus tutte le sue mosse. Malgrado la sospensione, Alex interviene assieme a Maggie sul luogo dell'ennesimo rapimento e ruba dal veicolo del Cadmus i dati relativi alla posizione della base nemica. Giunta sul posto, Alex viene sorpresa da Jeremiah e il padre le spiega che il progetto di Cadmus, predisposto da lui stesso, è un piano di deportazione forzata battezzato "Exodus": gli alieni verranno allontanati dalla Terra a bordo di una fregata spaziale per essere ricondotti sui loro pianeti di origine. Alex, furiosa, cerca di far capire al padre che così facendo condannerà i profughi, che hanno lasciato i loro mondi per scampare a guerre e miseria, ma Jeremiah è irremovibile e le spiega di averlo fatto per proteggere Alex, Kara ed Eliza da ritorsioni da parte di Cadmus. Anche Lena scopre la base segreta di Cadmus e informa Supergirl; l'articolo di Kara, però, ha costretto Lillian ad anticipare l'avvio di Exodus e gli alieni vengono caricati sulla fregata. Alex riesce a convincere Jeremiah a tornare dalla parte giusta, ma la procedura di partenza è ormai avviata e Alex è costretta a salire a bordo per tentare di sospendere il lancio dall'interno. Supergirl interviene e riesce a bloccare la fregata respingendola sulla Terra utilizzando la sua superforza, provocando la fusione dei motori; il piano di Cadmus è così sventato. Alex viene reintegrata nel DEO grazie al suo lavoro; Kara, da parte sua, viene licenziata da Snapper a causa dell'articolo. L'episodio si chiude mostrando una nave misteriosa in avvicinamento alla Terra.
- Guest star: Katie McGrath (Lena Luthor), Brenda Strong (Lillian Luthor), Dean Cain (Jeremiah Danvers), Tamzin Merchant (Lyra Straid), Ian Gomez (Snapper Carr), Kevin Sorbo (Lar Gand).
- Altri interpreti: Garett Bullock (Griggs), Byron Noble (padre), Robyn Ross (madre), Rhys Fleming (figlia), Josh Hallem (Brian), Jaylee Hamidi (Alana), Robert Zen Humpage (alieno con la testa di pesce), Dean Redman (Shuster), Sonia Sunger (reporter), Serge Jaswal (navigatore).

- Ascolti USA: telespettatori 2 160 000[16]

## Music Meister
- Titolo originale: Star-Crossed
- Diretto da: John Medlen
- Scritto da: Katie Rose Rogers e Jess Kardos

### Trama
Un incrociatore stellare raggiunge l'orbita terrestre e lancia un ultimatum: gli invasori pretendono il rilascio immediato di Mon-El, altrimenti attaccheranno il pianeta. Mon-El si consegna spontaneamente e Kara lo segue contro la sua volontà, scoprendo che l'incrociatore è popolato da superstiti daxamiti ai comandi di Lar Gand e Rhea, sovrani di Daxam; costoro sono anche i genitori di Mon-El, il quale è perciò il vero principe di Daxam ed è a questo punto costretto a raccontare le vere e tutt'altro che eroiche circostanze della sua fuga. Kara, furibonda, non vuole avere più nulla a che fare con lui; ciononostante, Mon-El non vuole lasciare né lei né la Terra e Rhea chiede a Kara di convincerlo a tornare su Daxam, ora nuovamente abitabile, per ricostruire il loro popolo. Lyra si serve di Winn per penetrare in un museo e rubare un quadro di inestimabile valore; Winn si ritrova ad essere il principale indiziato e dovrà provare la sua innocenza entro ventiquattr'ore, il tempo necessario per spiccare il mandato contro di lui, altrimenti verrà arrestato. Guardian e Alex trovano e catturano Lyra, la quale ammette di lavorare per una banda di ricettatori in cambio della vita del fratello, tenuto in ostaggio per costringerla a collaborare; Winn, con l'aiuto di Guardian e del DEO, risolverà tutto. Vedendo che Winn è stato capace di perdonare Lyra una volta comprese le sue ragioni, Kara decide finalmente di concedere a Mon-El la possibilità di spiegarsi: Mon-El si scusa per averle mentito, sostenendo di averlo fatto perché si vergogna profondamente della persona che era, ma Kara non riesce comunque a perdonarlo e lo lascia. Ciononostante, Mon-El chiarisce con Lar Gand e Rhea di non aver intenzione di tornare su Daxam e intima ai genitori di lasciare immediatamente la Terra. Il DEO prende in custodia un misterioso prigioniero, Music Meister; quest'ultimo, in realtà, si è lasciato catturare per impadronirsi di un dispositivo costruito da Cisco Ramon che gli permetterà di raggiungere Terra-1 e trovare Flash. Music Meister stordisce tutti i presenti con una sorta di potere ipnotico, dopodiché fugge su Terra-1; Supergirl, colpita dalle onde, cade in trance e si ritrova letteralmente catapultata all'interno di un musical. 
- Guest star: Darren Criss (Music Meister), Teri Hatcher (Rhea), Kevin Sorbo (Lar Gand), Tamzin Merchant (Lyra Strayd).
- Altri interpreti: Natasha Burnett (Supreme #1), Jason Diablo (capobanda), Robert Zen Humpage (alieno con la testa di pesce), Lauren Jackson (ancella), Tori Katongo (Supreme #2), Paul Lazenby (Mandrax), James Michalopoulos (Goon 1), Favour Onwuka (Supreme #3), Graham Parkhurst (Bastian, fratello di Lyra), Shaughnessy Redden (emissario kryptoniano), Ben Sullivan (guardia di Mon-El), Jason Vaisvila (Boris), Tom Walsh (manager).

- Note: 
  - Teri Hatcher, l'attrice che interpreta Rhea, ha interpretato Lois Lane nella serie Lois & Clark - Le nuove avventure di Superman.
  - Il crossover continua in Duetto.

- Ascolti USA: telespettatori 2 070 000[17]

## Sole distante
- Titolo originale: Distant Sun
- Diretto da: Kevin Smith
- Scritto da: Gabriel Llanas e Anna Musky-Goldwyn

### Trama
Maggie incontra per caso Emily, la sua ex ragazza, con cui si era lasciata in circostanze molto spiacevoli; parlando con lei, Alex scopre che la causa della rottura fu il tradimento di Maggie, ed esorta la compagna a chiarirsi con Emily. Kara e Mon-El sono tornati insieme in seguito all'avventura con Flash e Music Meister; tutto sembra tornato alla normalità, ma quando Supergirl finisce nel mirino di alcuni cacciatori di taglie alieni, Mon-El sospetta che i mandanti siano proprio Lar Gand e Rhea. Un cacciatore alcoriano, dotato di poteri telepatici, prende il controllo di Mon-El e tenta di costringerlo a uccidere Kara, ma Winn e Guardian riescono a catturarlo e a portarlo al DEO; interrogato da J'onn, l'alcoriano conferma che sono stati proprio i daxamiti a mettere la taglia su Supergirl. Mon-El, persuaso da Kara, cerca allora di far ragionare Rhea, ma quest'ultima, per tutta risposta, attacca Supergirl con pugnali di kryptonite; Mon-El, per proteggerla e ottenere che la taglia sia rimossa, accetta di tornare su Daxam. Nonostante il DEO abbia ricevuto dalla presidente Marsdin l'ordine tassativo di non attaccare i daxamiti, Winn, con il benestare di J'onn, predispone il portale utilizzato per raggiungere Maaldoria in modo da poter salire a bordo dell'incrociatore e Supergirl, J'onn e Winn liberano Mon-El. Lar Gand, accettando finalmente la scelta del figlio, gli permette di rimanere con Kara, e gli eroi tornano sulla Terra; furibonda, Rhea uccide il marito e si prepara a invadere il pianeta.
- Guest star: Lynda Carter (presidente Olivia Marsdin), Teri Hatcher (Rhea), Kevin Sorbo (Lar Gand), Hayley Sales (Emily).
- Altri interpreti: Curtis Clarke (cliente del bar alieno), Joel Cottingham (ingegnere), Glenn Ennis (alieno con un solo occhio), Michael Rogers (cacciatore alcoriano).

- Ascolti USA: telespettatori 2 210 000[19]

## Biomax
- Titolo originale: Ace Reporter
- Diretto da: Armen V. Kevorkian
- Scritto da: Paula Yoo e Caitlin Parrish

### Trama
Kara viene invitata da Lena alla presentazione del Biomax, una tecnologia medica che utilizza i nanobot; l'ideatore del progetto è Jack Spheer, fondatore della Spheerical Industries, con il quale Lena ha avuto in passato una relazione. Dopo la conferenza, Kara viene avvicinata da Joe Watkins, un ex dipendente della Spheerical: l'uomo le rivela che i dati sulla sperimentazione del Biomax sono stati falsificati e subito dopo viene attaccato e ucciso dai nanobot. Snapper contatta Derrick Simmons, uno dei pazienti coinvolti nella sperimentazione, ma l'uomo viene eliminato dai nanobot prima che possa essere interrogato; Snapper viene invece salvato da Supergirl. Mentre Lena, completamente ignara, riprende a frequentare Jack, Kara e Mon-El si introducono alla Spheerical e scoprono che Jack ha sperimentato il Biomax solo su se stesso, subendo una trasformazione a causa dell'instabilità dei nanobot: l'assassino è perciò proprio Jack. Lena, informata da Kara, affronta Jack, ma si scopre che la vera colpevole è Beth Breen, la responsabile finanziaria della Spheerical: la donna, infatti, controlla Jack attraverso il Biomax e l'ha costretto ad uccidere Watkins e Simmons per nascondere la reale pericolosità dei nanobot. Beth intende iniettare il Biomax a Lena per poter acquisire il pieno controllo anche della L-Corp; Lena, con l'aiuto di Supergirl, riesce a mettere fuori gioco Beth e disattiva l'intelligenza artificiale del Biomax, causando però anche la morte di Jack, ormai fuso ai nanobot. Lena rimane impassibile, e più tardi confiderà a Kara che Lillian ebbe la stessa reazione quando Lex fu arrestato, temendo che questo significhi che Lena è più simile a sua madre di quanto non voglia ammettere. Lyra, intanto, vuole dedicarsi alla lotta al crimine assieme a James e Winn, ma i suoi modi decisamente troppo irruenti mettono a dura prova l'amicizia tra i due; per fortuna, tutto alla fine si sistemerà. Kara viene riassunta da Snapper per il suo contributo nell'inchiesta sulla Spheerical mentre Lena riceve l'inattesa visita di Rhea, che si presenta da lei con una proposta d'affari.
- Guest star: Katie McGrath (Lena Luthor), Rahul Kohli (Jack Spheer/Biomax), Claudia Doumit (Beth Breen), Teri Hatcher (Rhea), Tamzin Merchant (Lyra Strayd), Ian Gomez (Snapper Carr).
- Altri interpreti: Johnny Gorbani (Derrick Simmons), Josh Hallem (Brian), Andrew McNee (Joe).

- Ascolti USA: telespettatori 1 800 000[20]

## Alex
- Titolo originale: Alex
- Diretto da: Rob Greenlea
- Scritto da: Eric Carrasco e Greg Baldwin

### Trama
Maggie è stanca delle continue intromissioni di Supergirl, che interviene sempre più spesso anche per acciuffare delinquenti comuni, e durante una cena a casa di Alex accusa Kara di togliere lavoro e importanza alla polizia. Kara, offesa, se ne va; Alex la segue per parlarle, ma sparisce nel nulla. Il giorno dopo, Kara viene contattata da un misterioso individuo che conosce la sua vera identità e afferma di aver preso Alex in ostaggio: il rapitore vuole che Supergirl liberi un certo Peter Thompson, un ergastolano condannato per duplice omicidio. Winn esamina le visite dell'uomo e risale al rapitore, ovvero Rick Malverne, il figlio di Thompson. Malverne è originario di Midvale, la stessa città in cui sono cresciute Alex e Kara, e per questo conosce entrambe e ha potuto scoprire il segreto di Kara; Supergirl, Maggie e il DEO hanno meno di ventiquattr'ore per trovare Alex prima che Malverne la uccida. Alex, collegandosi alla telecamera della cella dov'è rinchiusa, riesce a comunicare al DEO la sua posizione; Maggie, fiutando una trappola, consiglia a Kara e al DEO di non intervenire immediatamente. Kara non le dà ascolto e si precipita a liberare la sorella, ma accidentalmente attiva un dispositivo che provoca il riempimento d'acqua della cella di Alex: Malverne, infatti, ha manomesso la telecamera in modo da rendere impossibile rintracciarne il segnale, e Kara, impotente, si rende così conto di trovarsi per la prima volta in una situazione che neppure i suoi poteri sono in grado di risolvere. Maggie, disperata, cede al ricatto di Malverne e cerca di far evadere Thompson, ma alla fine, grazie all'aiuto di Kara, riesce a convincere l'uomo a rivelare la posizione di Alex, che viene così tratta in salvo appena in tempo. Malverne viene arrestato e i suoi ricordi rimossi da J'onn in modo da proteggere Alex e Kara. Rhea, fingendosi una semplice donna d'affari, propone a Lena di realizzare un apparecchio per il teletrasporto, ma Lena intuisce la sua vera identità e rifiuta di collaborare; Rhea, però, la convince a riflettere sulla proposta e alla fine Lena accetta, ignara però che Rhea sta progettando qualcosa di terribile.
- Guest star: Katie McGrath (Lena Luthor), Teri Hatcher (Rhea), Gregg Henry (Peter Thompson), David Hoflin (Rick Malverne), Curtis Lum (agente Demos).
- Altri interpreti: Zayne Emory (Rick Malverne da giovane), Jordan Mazarati (Alex Danvers da giovane), Malina Weissman (Kara Zor-El da giovane).

- Ascolti USA: telespettatori 1 750 000[21]

## La città dei figli sperduti
- Titolo originale: City of Lost Children
- Diretto da: Ben Bray
- Scritto da: Robert Rovner

### Trama
Il DEO indaga sul caso di un'aliena appartenente alla razza dei Phoriani, esseri dotati di enormi poteri mentali, che ha attaccato National City in pieno giorno senza alcun motivo apparente. Durante una ronda, Guardian scopre l'abitazione della phoriana e vi trova il figlio della donna, Marcus: il DEO prende in custodia il ragazzino nella speranza di localizzare la madre, ma Marcus sembra fidarsi soltanto di James. Lena e Rhea ultimano il dispositivo per il teletrasporto; durante il collaudo, Marcus cade improvvisamente in una sorta di trance e risveglia i propri poteri, quasi radendo al suolo la CatCo. A test concluso, Marcus non conserva alcuna memoria dell'accaduto e il DEO si rende conto che anche sua madre non era in sé quando ha sferrato l'attacco. J'onn chiede a James di continuare ad occuparsi di Marcus; James, inizialmente scoraggiato perché si è reso conto che a National City hanno tutti paura di Guardian e sente di aver fallito come eroe, accetta. Winn e Alex scoprono che i Phoriani sono sensibili a grandi variazioni energetiche e che Marcus e sua madre devono perciò aver subito gli effetti di una di queste perturbazioni; ricordando una precedente conversazione con Lena, Kara deduce che la causa è un nuovo progetto della L-Corp e scopre che l'amica è stata coinvolta nei piani di Rhea. Marcus riesce a localizzare la madre e si scopre che la donna si è nascosta assieme ad un gruppo di altri Phoriani che hanno subito le fluttuazioni del dispositivo per il teletrasporto. Ora che il collaudo è stato effettuato con successo, Rhea attiva la macchina; Supergirl, Mon-El e Lena, che ha capito di essere stata ingannata, cercano di fermarla, ma è troppo tardi e la regina, attraverso il portale, fa giungere sulla Terra una flotta di astronavi daxamite. L'episodio si chiude con Rhea che si teletrasporta sulla nave madre assieme a Mon-El e Lena mentre Supergirl assiste orripilata allo schieramento delle navi su National City.
- Guest star: Katie McGrath (Lena Luthor), Teri Hatcher (Rhea), Lonnie Chavis (Marcus), Andrea Brooks (Eve Taschmacher), Curtis Lum (agente Demos).
- Altri interpreti: Dominique Toney (Erika, madre di Marcus), Lauren Gibson (donna), Josh Hallem (Brian), Kent Thomson (poliziotto).

- Ascolti USA: telespettatori 1 880 000[22]

## Resistere!
- Titolo originale: Resist
- Diretto da: Millicent Shelton
- Scritto da: Jessica Queller e Derek Simon

### Trama
I daxamiti invadono National City: la sede del DEO viene occupata e Winn e Alex riescono a fuggire grazie a Supergirl, ma J'onn rimane ferito. Rifugiatisi nei bassifondi della città, Kara, Winn, Alex, James e Maggie mettono in piedi una resistenza e Lillian Luthor offre il proprio aiuto in cambio della salvezza di Lena: quest'ultima, infatti, è stata rapita da Rhea, che intende costringerla a sposare Mon-El per generare un erede che continui la famiglia reale. La presidente Marsdin, accompagnata da Cat Grant in qualità di mediatrice, si dirige a National City a bordo dell'Air Force One e intima a Rhea di cessare l'invasione; per tutta risposta, Rhea abbatte l'Air Force One. Supergirl riesce a salvare Cat ma non la Marsdin, che tuttavia sopravvive indenne allo schianto dell'aereo: la presidente degli Stati Uniti, infatti, è in realtà un'aliena originaria del pianeta Durla ed è fuggita sulla Terra per scampare all'invasione del proprio mondo. La Marsdin, rivelata la propria identità, nomina Alex direttore provvisorio del DEO e la incarica di introdursi alla sede del dipartimento per attivare un cannone positronico abbastanza potente da annientare la nave madre daxamita. Kara è contraria, sapendo che a bordo della nave si trovano Mon-El e Lena, e, seppur riluttante, decide di accettare l'aiuto di Lillian. La donna rivela che Cyborg, quando si è introdotto alla Fortezza della Solitudine per rubare il virus Medusa, ha scoperto un proiettore in grado di portare Kara sulla nave madre: il piano è perciò salire sulla nave, salvare Mon-El e Lena e quindi fuggire in modo da permettere ad Alex di attivare il cannone positronico, ma l'aiuto di Lillian e Cyborg è comunque necessario per interfacciarsi con i sistemi della nave e localizzare Lena e Mon-El. Nel frattempo, Cat crea un diversivo con un discorso con cui incita la popolazione a ribellarsi agli invasori e Alex e Maggie raggiungono il cannone: Supergirl, salita sulla nave assieme a Lillian e Cyborg, ha solo pochi minuti prima che Alex faccia fuoco. Mon-El e Lena vengono liberati, ma Lillian riporta la figlia a Terra lasciando Supergirl e Mon-El a bordo e Alex, ingannata da Lillian, si appresta a distruggere la nave; Supergirl, però, prevedendo l'eventualità, aveva fatto piazzare su Cyborg un dispositivo di controllo e lo costringe a riprogrammare il proiettore. Mon-El, così, torna sulla Terra mentre Supergirl decide di rimanere a bordo per tentare di convincere Rhea ad arrendersi, così da darle la possibilità di salvarsi. Alex, informata da Mon-El che la sorella si trova ancora sulla nave, esita ad attivare il cannone e i Daxamiti ne approfittano per distruggerlo, annientando così l'unica difesa della Terra. Come se non bastasse, Rhea ha un'ultima carta da giocare: la regina ha trovato infatti il modo di controllare Superman e lo scatena contro Supergirl.
- Guest star: Calista Flockhart (Cat Grant), Katie McGrath (Lena Luthor), Teri Hatcher (Rhea), Brenda Strong (Lillian Luthor), Lynda Carter (presidente Olivia Marsdin), Tyler Hoechlin (Kal-El/Clark Kent/Superman).
- Altri interpreti: Pasha Ebrahimi (generale).

- Ascolti USA: telespettatori 1 930 000[23]

## Tuttavia, lei ha persistito...
- Titolo originale: Nevertheless, She Persisted
- Diretto da: Glen Winter
- Scritto da: Andrew Kreisberg e Jessica Queller

### Trama
Rhea ha manipolato Superman attraverso la kryptonite d'argento, una variante che provoca paranoia e allucinazioni, ed ora l'eroe crede che Supergirl sia in realtà il Generale Zod, il suo più acerrimo nemico: Kara è perciò costretta a combattere contro il cugino e, dopo una devastante battaglia, riesce a sopraffarlo e a farlo tornare in sé. Gli abitanti di National City, con l'aiuto di Guardian e grazie all'incoraggiamento di Cat, sono riusciti a respingere i soldati daxamiti, ma la flotta, ancora schierata sopra la città, è pronta a sferrare un nuovo attacco. Superman suggerisce di seguire un'antica legge daxamita, sfidando Rhea in un duello all'ultimo sangue per la salvezza della Terra: Supergirl, che avendo sconfitto Superman è a tutti gli effetti la guerriera più potente del mondo, combatterà contro la regina e se vincerà, Daxam rinuncerà all'invasione. Lillian procura a Lena un dispositivo creato da Lex in grado di irradiare kryptonite e lo modifica in modo che rilasci piombo, letale per i Daxamiti: l'atmosfera diverrebbe invivibile per loro, ma ciò significa che anche Mon-El sarebbe costretto a lasciare la Terra, e il DEO ordina che il dispersore venga utilizzato solo come risorsa estrema in caso di sconfitta di Supergirl. Il combattimento tra Supergirl e Rhea ha luogo: Supergirl è in vantaggio, al che Rhea tradisce i termini del duello e ordina al suo esercito di attaccare National City. Superman, J'onn e Mon-El, aiutati da M'gann M'orzz, che ha risposto alla richiesta d'aiuto di J'onn e ha portato con sé alcuni Marziani Bianchi suoi alleati, proteggono la città mentre il duello continua; si scopre però che il sangue di Rhea è stato contaminato da tracce di kryptonite durante la devastazione di Daxam, perciò Supergirl non può colpirla. I Daxamiti, inoltre, sono troppo numerosi, e Supergirl non ha altra scelta che attivare il dispersore: l'esercito daxamita è così costretto a battere in ritirata, mentre Rhea muore, uccisa dal piombo. Mon-El riesce a sopravvivere perché fortificato dalle radiazioni solari, ma non può comunque reggere a lungo l'esposizione al piombo ed è costretto ad andarsene: dopo un ultimo addio a Kara, Mon-El lascia la Terra, ma non appena superata l'orbita terrestre viene inghiottito da un tunnel spaziale comparso all'improvviso. Alex, dopo aver assistito al dolore della sorella, chiede a Maggie di sposarla e la compagna accetta; anche M'gann e J'onn finalmente comprendono di provare qualcosa l'uno per l'altra. Kara, con il cuore a pezzi, confida a Cat di temere di non essere più in grado di amare dopo quanto ha sofferto per la partenza del fidanzato, ma Cat la rassicura che con il tempo tutto si sistemerà; più tardi, Kara se ne va per un'emergenza e Cat, senza farsi sentire, augura buona fortuna a Supergirl, rivelando di aver sempre saputo la vera identità della ragazza. La stagione si chiude con un flashback ambientato a Krypton nel giorno dell'esplosione che mostra due Kryptoniane deporre in segreto una bimba in una navicella e lanciarla verso la Terra: il suo destino, affermano, sarà regnare sul pianeta.
- Special guest star: Calista Flockhart (Cat Grant), Tyler Hoechlin (Clark Kent/Kal-El/Superman), Teri Hatcher (Rhea).
- Guest star: Katie McGrath (Lena Luthor), Brenda Strong (Lillian Luthor), Sharon Leal (M'gann M'orzz/Miss Martian), Mark Gibbon (generale Zod), Curtis Lum (agente Demos).
- Altri interpreti: Pasha Ebrahimi (generale), Arran Henn (reporter), Jennifer Koenig (kryptoniana #1), Amanda Burke (kryptoniana #2).

- Note:
  - La kryptonite d'argento utilizzata da Rhea per controllare Superman compare con le stesse caratteristiche anche in Smallville, dove però si tratta di una variante sintetica creata da Brainiac. Nei fumetti, la kryptonite d'argento viene introdotta per la prima volta nel 1963 in Superman's Pal Jimmy Olsen #70 come una kryptonite fasulla; nel 2008, in Superman/Batman #46 ne viene proposta un'altra versione con gli stessi poteri visti in Smallville.
  - Cat, nell'episodio, afferma di non aver mai visto Star Wars. Nella realtà, Calista Flockhart è la moglie di Harrison Ford, interprete di Ian Solo, uno dei protagonisti della saga.
  - Nella sua conversazione con Kara alla fine dell'episodio, Cat afferma di essere stata sposata quattro volte e che sarebbero state cinque se non avesse rifiutato due volte Rob Lowe. Si tratta di un riferimento alla serie Brothers & Sisters - Segreti di famiglia, dove per ben due volte viene rimandato il matrimonio tra i personaggi interpretati da Calista Flockhart e Rob Lowe.
  - Il titolo in lingua originale dell'episodio è la citazione di un motto femminista americano.

- Ascolti USA: telespettatori 2 120 000[24]